# Gaggenau
Gaggenau – miasto w Niemczech, w kraju związkowym Badenia-Wirtembergia, w rejencji Karlsruhe, w regionie Mittlerer Oberrhein, w powiecie Rastatt. Leży nad rzeką Murg, ok. 10 km na południowy wschód od Rastatt, przy drodze krajowej B462.

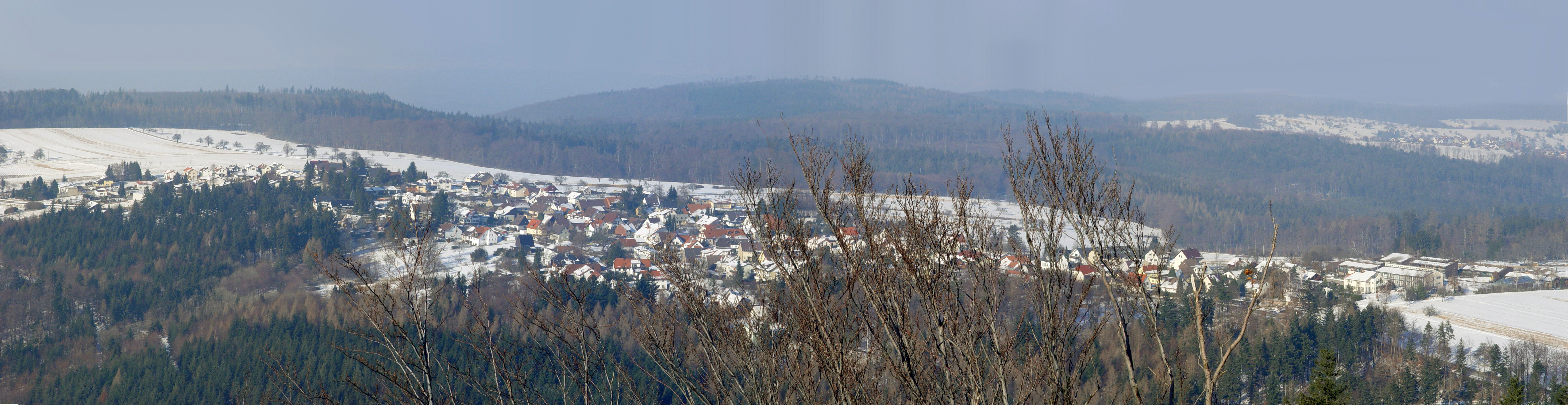
Dzielnica Freiholsheim widziana z Mahlberg

## Współpraca
Miejscowości partnerskie:
- Annemasse, Francja
- Ludwigsfelde, Brandenburgia
- Sieradz, Polska